# همیشه در یادم هستی
همیشه در یادم هستی آهنگی از گروه راک کلدپلی است.این آهنگ توسط تمام اعضای گروه نوشته شده است و به عنوان اولین آهنگ از ششمین آلبوم استودیوی خود، داستان ارواح به نمایش درآمده است. این آهنگ هرگز به عنوان یک آهنگ منتشر نشده است،اما این آهنگ در چارت انگلستان به رتبه ۷۳ رسیده است.